# Ivan Joseph Martin Osiier
Ivan Joseph Martin Osiier (Copenhague, 16 de dezembro de 1888 – Faleceu na mesma cidade em 23 de dezembro de 1965) foi um esgrimista dinamarquês que participou dos Jogos Olímpicos de Estocolmo 1912, sob a bandeira da Dinamarca. Na categoria "Espada individual masculino", ele foi medalha de prata.